# Valentina Rastvorova
Valentina Rastvorova (n. 17 iunie 1933, Odesa, RSS Ucraineană, URSS – d. 24 august 2018, Moscova, Rusia) a fost o scrimeră ce a reprezentat Uniunea Republicilor Sovietice Socialiste, medaliată olimpică. A participat la 3 ediții ale Jocurilor Olimpice (1956, 1960, 1964) în care a câștigat o medalie de aur și două medalii de argint.